# Cat Skin
Pour plus de détails, voir Fiche technique et Distribution.
Cat Skin est un film britannique écrit, réalisé, produit et monter par Daniel Grasskamp, sorti en 2017. Le film est basé sur le court métrage du même nom, sorti en 2011,.

## Synopsis
La vie d'une jeune et timide étudiante en photographie, Cat (Jodie Hirst), est illuminée lorsque, se trouvant à photographier la jolie April (Faye Sewell), son voyeurisme naturel est comblé.
Leur relation s'épanouit, mais les circonstances menacent de les séparer.

## Fiche technique
- Titre original : Cat Skin
- Réalisation et scénario : Daniel Grasskamp
- Production : Daniel Grasskamp
- Montage : Daniel Grasskamp
- Photographie : Joni Juutilainen
- Musique : Andrea Possee
- Sociétés de production :
- Sociétés de distribution :
- Pays d'origine :  Royaume-Uni
- Langue originale : anglais
- Lieux de tournage : Brighton, Angleterre, Royaume-Uni
- Format : Couleur
- Genre : Drame, romance saphique
- Durée : 97 minutes (1 h 37)
- Dates de sortie :
  -  États-Unis :
    - 21 avril 2017 (Miami Gay and Lesbian Film Festival)
    - 23 avril 2017 (MiFo Film Festival Miami)
    - 24 septembre 2017 (The Chicago LGBTQ+ International Film Festival)

  -  Italie : 20 juillet 2017 (The Giffoni International Film Festival)
  -  Mexique : 10 octobre 2017 (Oaxaca FilmFest)
  -  Estonie : 17 novembre 2017 (Tallinn Black Nights Film Festival)

## Distribution
- Faye Sewell : April
- Jodie Hirst : Cat
- Isaac Money : Steven
- Caroline Oakes : Sally
- Graham Cawte : Jim
- Pip Henderson : la maman de Cat